# Be Strong
Be Strong è una canzone pop scritta da Bridget Benenate, Matthew Gerrard e Delta Goodrem, prodotta da Gerrard per il secondo album della Goodrem, Mistaken Identity (2004). È stata pubblicata come quinto singolo dell'album il 16 ottobre 2005.